# Guitar Gangsters and Cadillac Blood
 (avril 2021).
Si vous disposez d'ouvrages ou d'articles de référence ou si vous connaissez des sites web de qualité traitant du thème abordé ici, merci de compléter l'article en donnant les références utiles à sa vérifiabilité et en les liant à la section « Notes et références ».
Albums de Volbeat
Rock the Rebel/Metal the Devil
(2007) Beyond Hell/Above Heaven
(2010)
Singles
1. Maybellene I Hofteholder
2. Mary Ann's Place
3. We

Guitar Gangsters & Cadillac Blood est le troisième album du groupe danois de heavy metal Volbeat, publié le 1er septembre 2008.
Trois singles sont extraits de l'album : Maybellene I Hofteholder, Mary Ann's Place et We. Il se classe 1er des charts album au Danemark et en Finlande.
Cet album est la suite de Rock the Rebel/Metal the Devil qui est disque de platine au Danemark. En dehors de leur pays d'origine, il est l'album du mois des magazines allemands Rock Hard, Guitar and Heavy, Dutch Aardschok et de l'édition française de Rock Hard.
L'album contient une reprise, Making Believe, de Jimmy Work présente en titre bonus sur toutes les éditions. Sept des chansons partagent un thème commun lyrique qui est conservé pour les prochains albums. La couverture est basée sur ce thème. L'album est enregistré dans les studios de Jacob Hansen, qui a également produit les deux précédents albums.

## Liste des pistes
Les quatorze pistes de cet album sont :
Toute la musique est composée par Poulsen, Larsen, Kjølholm and Gottschalk.
| 1.    | Intro (End of the Road)                                | 1:03 |
| 2.    | Guitar Gangsters and Cadillac Blood                    | 3:09 |
| 3.    | Back to Prom                                           | 1:52 |
| 4.    | Mary Ann's Place (avec Pernille Rosendahl de Swan Lee) | 3:42 |
| 5.    | Hallelujah Goat                                        | 3:30 |
| 6.    | Maybellene I Hofteholder                               | 3:21 |
| 7.    | We                                                     | 3:46 |
| 8.    | Still Counting                                         | 4:22 |
| 9.    | Light A Way                                            | 4:42 |
| 10.   | Wild Rover of Hell                                     | 3:42 |
| 11.   | I'm So Lonesome I Could Cry (reprise de Hank Williams) | 3:22 |
| 12.   | A Broken Man And The Dawn                              | 4:45 |
| 13.   | Find That Soul                                         | 3:44 |
| 14.   | Making Believe (piste bonus - reprise de Jimmy Work)   | 3:33 |
| 48:33 |                                                        |      |

| 15. | Rebel Monster (live) | 3:45 |
| 16. | Soulweeper (live)    | 4:30 |

## Charts
| Chart (2008) | Position |
| ------------ | -------- |
| Danemark     | 1        |
| Finlande     | 1        |